# フリードリヒ・ヴィルヘルム1世 (プロイセン王)
フリードリヒ・ヴィルヘルム1世（Friedrich Wilhelm I., 1688年8月14日 - 1740年5月31日）は、第2代の「プロイセンにおける王」。粗暴で無教養だったが、財政・軍制の改革によってブランデンブルク＝プロイセンの強大化に努め、兵隊王（または軍人王、Soldatenkönig）とあだ名された。

## 生涯

### 生い立ち
1688年8月14日、後に「プロイセンにおける王」フリードリヒ1世となるブランデンブルク選帝侯フリードリヒ3世とその妻ゾフィー・シャルロッテ（ハノーファー選帝侯エルンスト・アウグストの娘）との間に生まれた。
1689年から1692年まで、祖母であるハノーファー選帝侯妃ゾフィーに育てられ、その後ドーナ城伯アレクサンダーやユグノーのジャン・フィリップ・ロビュールらによって教育を受けた。1698年の10歳の誕生日には父からヴスターハウゼンの荘園を贈られ、1701年のフリードリヒ1世の即位に伴ってオラーニエン公となった。
1706年11月28日、王太子フリードリヒ・ヴィルヘルム1世は母方の伯父ハノーファー選帝侯ゲオルク1世（後のイギリス国王ジョージ1世）の娘で、自身の従姉であるゾフィー・ドロテアと結婚した。ゾフィー・ドロテアとの間には、4人は早世したものの計14人の子供を儲け、ロココ時代の君主のならいであるような多情を抱かなかった。
1713年2月25日、父王の崩御によってプロイセン王位を継承したが、フリードリヒ1世の浪費によってこの時のプロイセンは破産寸前だった。こうして新王フリードリヒ・ヴィルヘルム1世は軍事・財政の全般的な改革に乗り出すことになる。

### 治世
フリードリヒ・ヴィルヘルム1世は精力的に国政の合理化・単純化に取り組み、同時に軍事力の強化に着手した。経済力のある市民の受け入れを促進し、ペストによって人口希薄になった東プロイセンに、フォンテーヌブローの勅令によりカトリック勢力に迫害されたフランスのユグノーたちを誘致した。1732年、特にプロテスタントへの迫害の厳しかったザルツブルク大司教領からは2万以上の難民が移住し、荒廃した東プロイセンには再び活気が満ちた。
また1713年の官営紡績工場設立、1717年のハーフェル川流域の沼沢地干拓、1727年のベルリン施療院設立などが王の業績として挙げられる。
また、従来より中央から御料地などに派遣されていた軍事監察官を強化し、御料地の税収強化（これはすべて軍事費に当てられた）、戦時における兵糧や補給調達の整備など、軍事に特化した中央集権化を強靭に進め、この時代にはほぼ中央集権体制が完成された。
フリードリヒ・ヴィルヘルム1世が行った軍制改革によってカントン制度が設けられ、地域別に編成された連隊への人員供給が安定した。また王は長身の兵を偏愛し、そのような兵のみを選抜したポツダム巨人軍と呼ばれる近衛連隊を組織したことは有名である。各地に出向いた徴兵官は誘拐や大金によって長身の壮男を募り、その中にはスコットランド人などもいたが、王はベルリンに専用の邸宅まで用意して兵士に与えたりした。この連隊の維持には多額の費用がかかったが、兵力としてはなんら長所はなく、この王の唯一の娯楽ともいうべき連隊は、息子のフリードリヒ2世の即位後廃止、残留を望む者だけを1個大隊に集めて、他は解散させた。
王は軍隊の育成に心血を注いだが、この軍隊はほとんど実戦を戦うことはなく、フリードリヒ・ヴィルヘルム1世が参加した戦争は大北方戦争のみであった。1714年には実質的に参戦し、スウェーデン軍を相手に戦ったこの戦争でプロイセンは勝利を収め、1720年のストックホルム条約で、前ポンメルン、シュテッティン、ウーゼドム島などの領地を獲得した。北ドイツでの権益拡大に成功したフリードリヒ・ヴィルヘルム1世は、スウェーデンのドイツに対する影響力を一掃し、バルト海地域での勢力図を塗り替える事に成功した。
この一連の成功によって後代のフリードリヒ2世の覇業は大きく支えられたと語られている。

### 晩年
1739年、自らが復興させた東プロイセンの繁栄を確かめる視察巡幸の後、持病の水腫が悪化し、1740年5月31日、フリードリヒ・ヴィルヘルム1世は崩御した。フリードリヒ2世は後年父王について「彼ほど些事にかかずらう人はこれまでなかったであろう。まったく小さなことにかかずらうに当たっても、彼は小を扱うことが大をなすのだということを確信していたからである」という言葉を残している。改革の効果は素晴らしく、他国が驚くほどの軍事力を備えながら国庫にはまだ貯蓄があったという。

## 人物
フリードリヒ・ヴィルヘルム1世の治世には非常に多くの細かい勅令や指令が下され、王はいちいち臣下の生活に干渉した。勅令は例えば「市場にて商いをする物売り女たちは、暇なとき無駄話をする代わりに糸を紡ぐべし」というようなものであり、しばしば王みずから勅令が守られているかどうかを視察し、違反者は容赦なく杖で打たれた。あまりの恐ろしさに、違反を犯していないものでも王の姿を見ると逃げ出したと言われており、ある日、それを追いかけて捕まえた男をなぜ逃げたかと問い詰めて「王が恐ろしいので」と返答した男に王は「お前たちは私を好きになるんだ!」と打ちのめしたという逸話がある。
当時のプロイセンは進んだ司法制度を持ち、司法と政治が独立していたヨーロッパで唯一の国であったが、王太子フリードリヒの逃亡未遂を手助けしたハンス・ヘルマン・フォン・カッテの裁判を巡っては無期懲役の判決を不服として控訴し、「この世からカッテが1人消えるか司法が消えるかどちらが良いか」と判事を脅迫して死刑判決を出させた。
このような暴力性は既に子供の頃から顕著で、文化人である父王とは反りが合わず嫌われており、妃ゾフィー・ドロテアの父ジョージ1世と子供の頃にハノーファーで会った時はその髪をひきむしって暖炉にくべたという。また王のもう1つの特徴として非常な吝嗇が挙げられ、その宮廷の料理の質素なことに外国の使節はしばしば驚愕した。かといって王が質素な料理を特に愛したわけでなかったということは、ある臣下の日記に「王は招かれることをお好みになり、たびたび臣下の財布で飽食なさっては狼のように反吐をお吐きあそばされた」とあることからわかる。また、この時代につきものの外交的接待については、ある時「6千ターラーしか使ってはならぬが、3万から4万ターラーを使ったように見せかけよ」と訓示していることから、王としての威厳を維持する必要を理解していたこともわかる。
フリードリヒ・ヴィルヘルム1世は、後にフリードリヒ2世となる王太子フリードリヒとは深刻な葛藤があり、気質の正反対な息子に対して王は、しばしば暴力によって王となる者の模範を示した。「オペラや喜劇などのくだらぬ愉しみには絶対に近づかせぬこと」と教育係に厳命し、フリードリヒの蔵書は取り上げられた。このような束縛は当然さらなる反発を招き、逃亡未遂と幽閉という結果を生むことになる。しかし王の晩年に父子は和解し、フリードリヒ・ヴィルヘルム1世はフリードリヒに対して「あとは、息子に継いでもらうから、思い残すことはない。あいつは上手く統治する能力を全部持っている。軍も維持すると約束してくれた。分別もあるから大丈夫だ。」と全幅の信頼を表す言葉を残しており、息子が器量人に育ったことに満足の意を示すなど、普通の父親らしさも持っていたことがわかる。

## 子女

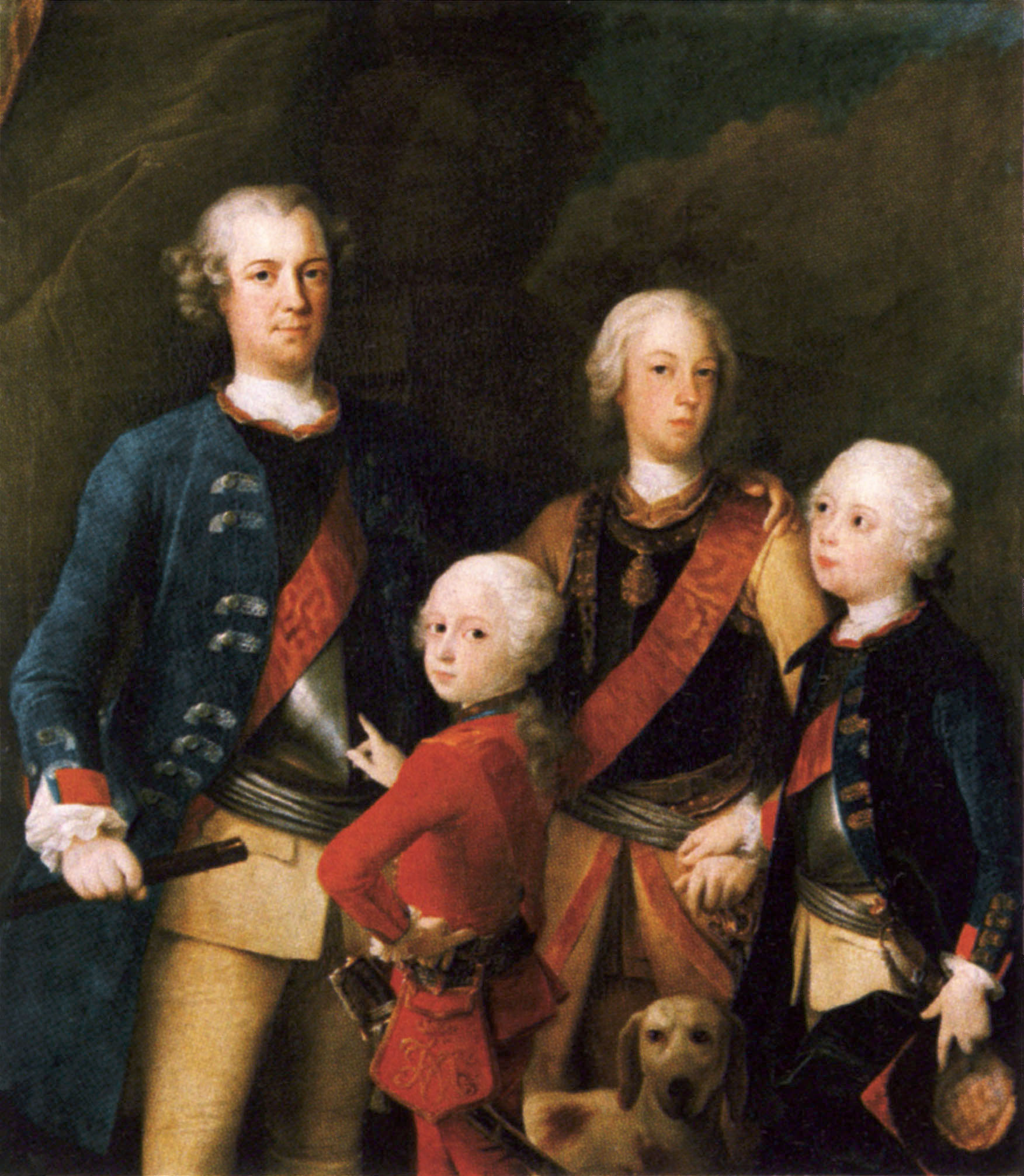
王子たち（1737年、フランチェスコ・カルロ・ルスカ画）
左から フリードリヒ、フェルディナント、アウグスト・ヴィルヘルム、ハインリヒ

王妃ゾフィー・ドロテアとの間に14人の子を儲けた。
- フリードリヒ・ルートヴィヒ（1707年 - 1708年）
- フリーデリケ・ゾフィー・ヴィルヘルミーネ（1709年 - 1758年） - ブランデンブルク＝バイロイト辺境伯フリードリヒ3世妃
- フリードリヒ・ヴィルヘルム（1710年 - 1711年）
- フリードリヒ（1712年 - 1786年） - プロイセン王フリードリヒ2世・ブランデンブルク選帝侯フリードリヒ4世、フリードリヒ大王（Friedrich der Große）。
- シャルロッテ・アルベルティーネ（1713年 - 1714年）
- フリーデリケ・ルイーゼ（1714年 - 1784年） - ブランデンブルク＝アンスバッハ辺境伯カール・ヴィルヘルム・フリードリヒ妃
- フィリッピーネ・シャルロッテ（1716年 - 1801年） - ブラウンシュヴァイク＝ヴォルフェンビュッテル侯カール1世妃、フリードリヒ・ヴィルヘルム2世の最初の妻エリーザベト・クリスティーネの母
- ルートヴィヒ・カール・ヴィルヘルム（1717年 - 1719年）
- ゾフィー・ドロテア・マリー（1719年 - 1765年） - ブランデンブルク＝シュヴェート辺境伯フリードリヒ・ヴィルヘルム妃
- ルイーゼ・ウルリーケ（1720年 - 1782年） - スウェーデン王アドルフ・フレドリク妃
- アウグスト・ヴィルヘルム（1722年 - 1758年） - プロイセン王フリードリヒ・ヴィルヘルム2世の父
- アンナ・アマーリエ（1723年 - 1787年）
- フリードリヒ・ハインリヒ・ルートヴィヒ（1726年 - 1802年）
- アウグスト・フェルディナント（1730年 - 1813年）

## 系譜
| フリードリヒ・ヴィルヘルム1世 | 父: フリードリヒ1世        | 祖父: フリードリヒ・ヴィルヘルム                  | 曽祖父: ゲオルク・ヴィルヘルム (ブランデンブルク選帝侯) |
| フリードリヒ・ヴィルヘルム1世 | 父: フリードリヒ1世        | 祖父: フリードリヒ・ヴィルヘルム                  | 曽祖母: エリーザベト（プファルツ選帝侯女）[1]           |
| フリードリヒ・ヴィルヘルム1世 | 父: フリードリヒ1世        | 祖母: ルイーゼ・ヘンリエッテ                      | 曽祖父: フレデリック・ヘンドリック (オラニエ公)         |
| フリードリヒ・ヴィルヘルム1世 | 父: フリードリヒ1世        | 祖母: ルイーゼ・ヘンリエッテ                      | 曽祖母: アマーリエ                                      |
| フリードリヒ・ヴィルヘルム1世 | 母: ゾフィー・シャルロッテ | 祖父: エルンスト・アウグスト (ハノーファー選帝侯) | 曽祖父: ゲオルク (ブラウンシュヴァイク＝カレンベルク公) |
| フリードリヒ・ヴィルヘルム1世 | 母: ゾフィー・シャルロッテ | 祖父: エルンスト・アウグスト (ハノーファー選帝侯) | 曽祖母: アンナ・エレオノーレ                            |
| フリードリヒ・ヴィルヘルム1世 | 母: ゾフィー・シャルロッテ | 祖母: ゾフィー                                    | 曽祖父: フリードリヒ5世 (プファルツ選帝侯)[2]           |
| フリードリヒ・ヴィルヘルム1世 | 母: ゾフィー・シャルロッテ | 祖母: ゾフィー                                    | 曽祖母: エリザベス・ステュアート[3]                     |

[1]と[2]は、プファルツ選帝侯フリードリヒ4世の子で兄妹。
[3]はイングランド王ジェームズ1世と王妃アンの長女、チャールズ1世の姉。
また、母ゾフィー・シャルロッテは、イギリス王ジョージ1世の妹。

## 系図
| フリードリヒ1世               |                 |                 |                 |                 |                 |  |  |                               |                               |                               |                               |                               |                               |  |  |                 |                 |                 |                 |                 |                 |  |  |  |  |  |  |  |  |  |  |  |  |  |  |
|                               |                 |                 |                 |                 |                 |  |  |                               |                               |                               |                               |                               |                               |  |  |                 |                 |                 |                 |                 |                 |  |  |  |  |  |  |  |  |  |  |  |  |  |  |
| フリードリヒ・ヴィルヘルム1世 |                 |                 |                 |                 |                 |  |  |                               |                               |                               |                               |                               |                               |  |  |                 |                 |                 |                 |                 |                 |  |  |  |  |  |  |  |  |  |  |  |  |  |  |
|                               |                 |                 |                 |                 |                 |  |  |                               |                               |                               |                               |                               |                               |  |  |                 |                 |                 |                 |                 |                 |  |  |  |  |  |  |  |  |  |  |  |  |  |  |
|                               |                 |                 |                 |                 |                 |  |  |                               |                               |                               |                               |                               |                               |  |  |                 |                 |                 |                 |                 |                 |  |  |  |  |  |  |  |  |  |  |  |  |  |  |
| フリードリヒ2世               | フリードリヒ2世 | フリードリヒ2世 | フリードリヒ2世 | フリードリヒ2世 | フリードリヒ2世 |  |  | アウグスト・ヴィルヘルム      | アウグスト・ヴィルヘルム      | アウグスト・ヴィルヘルム      | アウグスト・ヴィルヘルム      | アウグスト・ヴィルヘルム      | アウグスト・ヴィルヘルム      |  |  |                 |                 |                 |                 |                 |                 |  |  |  |  |  |  |  |  |  |  |  |  |  |  |
| フリードリヒ2世               | フリードリヒ2世 | フリードリヒ2世 | フリードリヒ2世 | フリードリヒ2世 | フリードリヒ2世 |  |  | アウグスト・ヴィルヘルム      | アウグスト・ヴィルヘルム      | アウグスト・ヴィルヘルム      | アウグスト・ヴィルヘルム      | アウグスト・ヴィルヘルム      | アウグスト・ヴィルヘルム      |  |  |                 |                 |                 |                 |                 |                 |  |  |  |  |  |  |  |  |  |  |  |  |  |  |
|                               |                 |                 |                 |                 |                 |  |  | フリードリヒ・ヴィルヘルム2世 |                               |                               |                               |                               |                               |  |  |                 |                 |                 |                 |                 |                 |  |  |  |  |  |  |  |  |  |  |  |  |  |  |
|                               |                 |                 |                 |                 |                 |  |  |                               |                               |                               |                               |                               |                               |  |  |                 |                 |                 |                 |                 |                 |  |  |  |  |  |  |  |  |  |  |  |  |  |  |
|                               |                 |                 |                 |                 |                 |  |  | フリードリヒ・ヴィルヘルム3世 |                               |                               |                               |                               |                               |  |  |                 |                 |                 |                 |                 |                 |  |  |  |  |  |  |  |  |  |  |  |  |  |  |
|                               |                 |                 |                 |                 |                 |  |  |                               |                               |                               |                               |                               |                               |  |  |                 |                 |                 |                 |                 |                 |  |  |  |  |  |  |  |  |  |  |  |  |  |  |
|                               |                 |                 |                 |                 |                 |  |  |                               |                               |                               |                               |                               |                               |  |  |                 |                 |                 |                 |                 |                 |  |  |  |  |  |  |  |  |  |  |  |  |  |  |
|                               |                 |                 |                 |                 |                 |  |  | フリードリヒ・ヴィルヘルム4世 | フリードリヒ・ヴィルヘルム4世 | フリードリヒ・ヴィルヘルム4世 | フリードリヒ・ヴィルヘルム4世 | フリードリヒ・ヴィルヘルム4世 | フリードリヒ・ヴィルヘルム4世 |  |  | ヴィルヘルム1世 | ヴィルヘルム1世 | ヴィルヘルム1世 | ヴィルヘルム1世 | ヴィルヘルム1世 | ヴィルヘルム1世 |  |  |  |  |  |  |  |  |  |  |  |  |  |  |
|                               |                 |                 |                 |                 |                 |  |  | フリードリヒ・ヴィルヘルム4世 | フリードリヒ・ヴィルヘルム4世 | フリードリヒ・ヴィルヘルム4世 | フリードリヒ・ヴィルヘルム4世 | フリードリヒ・ヴィルヘルム4世 | フリードリヒ・ヴィルヘルム4世 |  |  | ヴィルヘルム1世 | ヴィルヘルム1世 | ヴィルヘルム1世 | ヴィルヘルム1世 | ヴィルヘルム1世 | ヴィルヘルム1世 |  |  |  |  |  |  |  |  |  |  |  |  |  |  |
|                               |                 |                 |                 |                 |                 |  |  |                               |                               |                               |                               |                               |                               |  |  | フリードリヒ3世 |                 |                 |                 |                 |                 |  |  |  |  |  |  |  |  |  |  |  |  |  |  |
|                               |                 |                 |                 |                 |                 |  |  |                               |                               |                               |                               |                               |                               |  |  |                 |                 |                 |                 |                 |                 |  |  |  |  |  |  |  |  |  |  |  |  |  |  |
|                               |                 |                 |                 |                 |                 |  |  |                               |                               |                               |                               |                               |                               |  |  | ヴィルヘルム2世 |                 |                 |                 |                 |                 |  |  |  |  |  |  |  |  |  |  |  |  |  |  |

1. 1701年 - 1772年：プロイセンの王（König in Preußen）
2. 1772年 - 1918年：プロイセン国王（König von Preußen）
3. 1871年 - 1918年：2.に兼ねてドイツ皇帝（Deutscher Kaiser）